# Joseph Humpage
Joseph Humpage (22 tháng 9 năm 1873 - 1953) là một cầu thủ bóng đá người Anh thi đấu ở Football League cho Burton Wanderers và West Bromwich Albion.